# North Bastion Mountain
North Bastion Mountain är ett berg i Kanada.   Det ligger i provinsen British Columbia, i den centrala delen av landet, 3 600 km väster om huvudstaden Ottawa. Toppen på North Bastion Mountain är 2 696 meter över havet.
Terrängen runt North Bastion Mountain är huvudsakligen bergig, men åt sydväst är den kuperad.Trakten runt North Bastion Mountain är nära nog obefolkad, med mindre än två invånare per kvadratkilometer.. Det finns inga samhällen i närheten. 
Trakten runt North Bastion Mountain består i huvudsak av gräsmarker.